# Ještěd-torony
A Ještěd-torony egy 94 méter magas televíziós adótorony és szálloda, amelyet az 1012 méteres Ještěd-hegy tetején építettek Liberec közelében, Csehország északi részén. Az épület vasbetonból épült, egyedi hiperboloid alakban.

## Története
A jelenlegi szálloda építése előtt már két kunyhó állt a hegycsúcs közelében: az egyik a 19. század közepén, a másik pedig a 20. század elején épült. Mindkét épület faszerkezetű volt, és mindegyikük az 1963-as tűz áldozata lett. Az egykori éttermet működtető Liberec és a Prágai Rádiókommunikációs Igazgatóság megegyezett, hogy a hegytetőn egy új, közös épületet fognak építtetni. Az új tornyot Karel Hubáček építész tervezte, akit Zdeněk Patrman a statikai munkákban, Otakar Binar pedig a belsőépítészetben segített. A csapatnak három évbe telt a tervek véglegesítése (1963–1966). Maga az építkezés hét évig tartott (1966–1973). 1969-ben Karel Hubáček elnyerte az Építészek Nemzetközi Szövetsége (UIA) által alapított rangos Perret-díját. Az építkezés akkori költsége 64 millió csehszlovák koronát tett ki.
A hiperboloid alakot azért választották, mert ez természetesen meghosszabbítja a hegy sziluettjét, ráadásul jól ellenáll a Ještěd csúcsán uralkodó szélsőséges éghajlati körülményeknek. A kialakítás ügyesen ötvözi a hegyi szálloda és a televízió-adótorony funkcióit egyben. A szálloda és az étterem a torony legalacsonyabb szintjein található.
A torony az észak-csehországi táj egyik meghatározó eleme lett. Az alsóbb szinteken található sétány és az emeleten lévő étterem Csehország nagy részére, valamint Lengyelország és Németország területeire nyújt gyönyörű kilátást. A torony sziluettje megjelenik a régió zászlóján és a címerén, valamint a helyi egyetem valamint a legeredményesebb helyi labdarúgóklub, az FC Slovan Liberec logóján is. Az épület a Jaroslav Rudiš könyve alapján készült Grandhotel című cseh filmben is szerepel.
A torony 1998 óta szerepel a cseh kulturális műemlékek listáján, és 2006-ban nemzeti kulturális műemlékké vált. 2007-ben bekerült az UNESCO világörökségi cím várományosainak listájára.
Az építmény közúton és felvonóval is megközelíthető a hegy lábától.

## Díjai
1964-ben a Ještěd-torony elnyerte a Csehszlovák Szocialista Köztársaság Építészeinek Szövetségének díját az 1962-63-as építészeti kiállításon. 1969 tavaszán, amikor az épületet még nem fejezték be, Karel Hubáček elnyerte az Építészek Nemzetközi Szövetsége által adományozott Auguste Perret-díjat a technológia építészetben való kreatív felhasználásáért. Ez a legjelentősebb díj, amelyet valaha cseh építész kapott. 2000-ben az épület elnyerte a „20. század legfontosabb cseh épülete” címet. 2005 szeptemberében az iDNES.cz „A Cseh Köztársaság hét csodája” olvasói felmérés alapján a torony második helyen végzett a Dlouhé stráně vízerőmű mögött.

## Adótoronyként
1971. május 1-jén kezdték meg a Tesla III-Zona-nal felszerelt toronyról a televíziós sugárzást. 1973 szeptemberében beindult a második csehszlovák televíziós adó sugárzása is. A bársonyos forradalom után az adó (egy Tesla berendezést használva) a Cseh Televízió (ČT1 és ČT2), a Nova és a Prima, valamint a Cseh Rádió (Radiožurnál, Praha (ma Dvojka) és Vltava) frekvenciáin sugárzott, továbbá magánszolgáltatókat is (Radio Proglas, Radio Contact Liberec és Europa 2).
A csehországi műsorszórás digitalizálásának kapcsán  2009 júniusában modernizálták a laminált burkolat alatti adóállomás antennarendszereit. A rádiós és televíziós műsorszolgáltatás mellett Ještěd a távközlés és az optikai kábelrendszernek is fontos csomópontja. A T-Mobile, az O2, a Vodafone és a Nordic Telecom mobilszolgáltatóknak is vannak itt bázisállomásaik (BTS).

## Fordítás
- Ez a szócikk részben vagy egészben  a   Ještěd Tower című angol Wikipédia-szócikk ezen változatának fordításán alapul.  Az eredeti cikk szerkesztőit annak laptörténete sorolja fel. Ez a jelzés csupán a megfogalmazás eredetét és a szerzői jogokat jelzi, nem szolgál a cikkben szereplő információk forrásmegjelöléseként.